# Patera de Jotuni
Jotuni Patera
Pour les articles homonymes, voir Jotuni.
La patera de Jotuni (désignation internationale : Jotuni Patera) est une patera située sur Vénus dans le quadrangle de Taussig. Elle a été nommée en référence à Maria Jotuni, écrivaine finlandaise (1880–1943).